# Barrio Quixpedhe
Barrio Quixpedhe är en ort i Mexiko.   Den ligger i kommunen Cardonal och delstaten Hidalgo, i den sydöstra delen av landet, 130 km norr om huvudstaden Mexico City. Barrio Quixpedhe ligger 1 899 meter över havet och antalet invånare är 132.
Terrängen runt Barrio Quixpedhe är kuperad åt nordost, men åt sydväst är den platt. Runt Barrio Quixpedhe är det ganska tätbefolkat, med 60 invånare per kvadratkilometer. Närmaste större samhälle är Ixmiquilpan, 12,6 km sydväst om Barrio Quixpedhe. Trakten runt Barrio Quixpedhe består i huvudsak av gräsmarker.